# Пляжный футбол
Пляжный футбол (англ. beach soccer) — вид спорта, основанный на правилах игры в традиционный футбол, но разыгрываемый на песчаных пляжах. В 1994 году была создана Всемирная организация пляжного футбола, которая занимается управлением и популяризацией игры. Первый чемпионат мира по пляжному футболу был проведён в 1995 году в Бразилии. С 2005 года чемпионат мира проводится под эгидой ФИФА.
По состоянию на 2023 году в мировом рейтинге пляжного футбола участвуют 103 мужских и 21 женская национальные сборные, а также 218 мужских и 61 женский клуб.

## История

### Зарождение

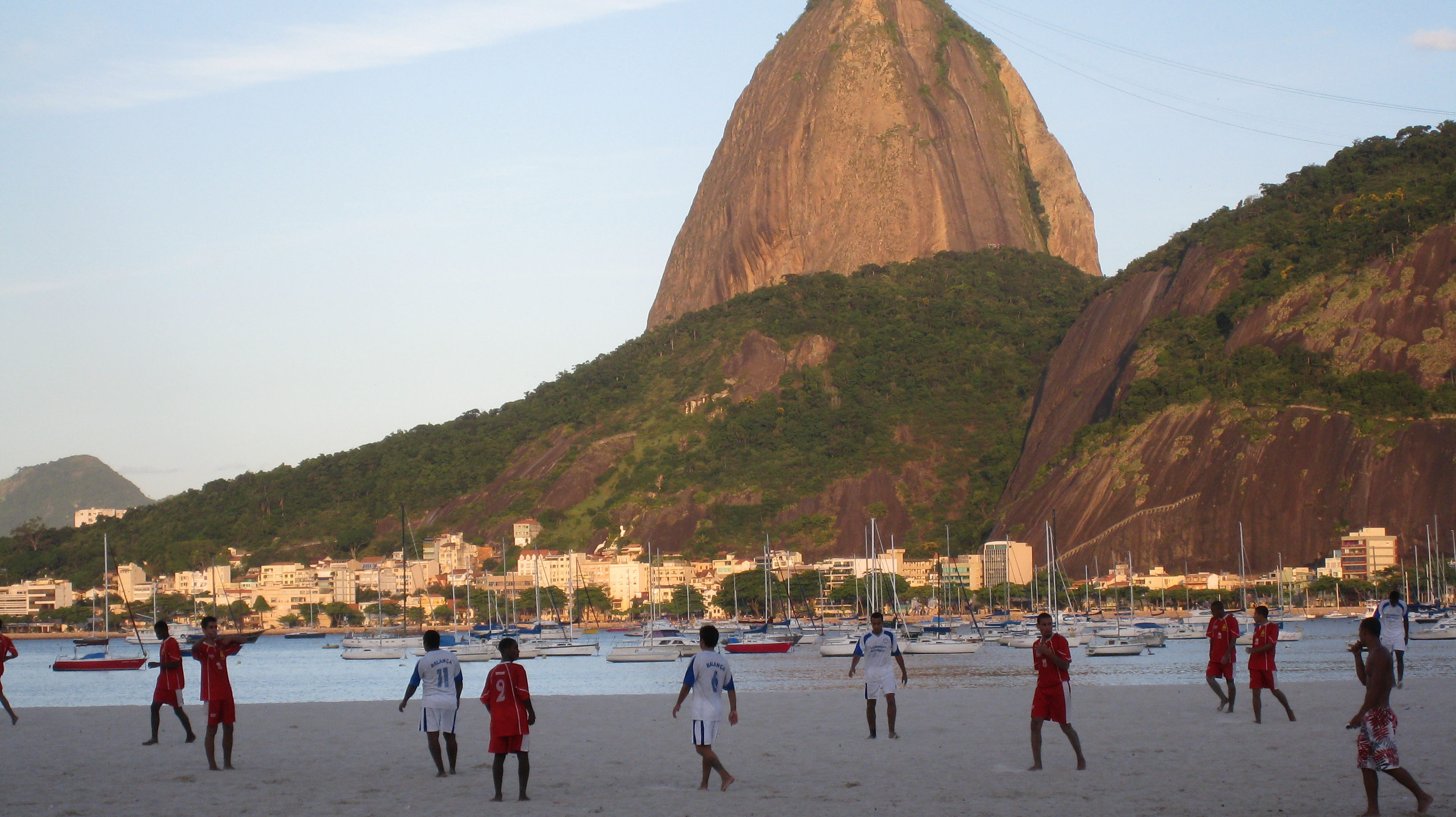
Игра в пляжный футбол в Бразилии

Впервые пляжный футбол появляется в 1920-е годы на песчаных пляжах бразильского Рио-де-Жанейро. Его появлению способствовали благоприятные погодные условия, множество пляжей, рост пляжного туризма и популярность уличного футбола. В 1957 году там состоялся первый футбольный турнир на песке. Пляжный футбол в это время не имел унифицированных правил, а энтузиасты играли в него по правилам обычного футбола.
В 1992 год в Лос-Анджелесе правила утвердила группа во главе с Джанкарло Синьорини. Тогда же прошло пробное соревнование, которое организовали на пляже Уилл Роджерс Бич в Калифорнии. Для поддержки нового вида спорта Синьорини создал Beach Soccer Company (позднее — Beach Soccer Worldwide), которая в июле 1993 года в Майами-Бич провело мероприятие по пляжному футболу, вошедшее в историю как первый профессиональный турнир в этом виде спорта.
Перспективу в появившемся пляжном футболе увидело маркетинговое агентство Koch Tavares, которое совместно с Beach Soccer Company, решило провести в Рио-де-Жанейро первый розыгрыш чемпионата мира по пляжному футболу. Участниками турнира стало 8 сборных, а победителем стала сборная Бразилия, обыгравшая в финале американцев со счётом 8:1.
Популяризации пляжного футбола способствовало участие звёзд мирового футбола, таких как Зико, Жуниор, Ромарио, Алессандро Альтобелли, Эрик Кантона и Хулио Салинас, которые зачастую завершали спортивную карьеру именно в этом виде спорта. Присутствие на поле таких футболистов подогревал интерес к чемпионату мира, благодаря чему в 1999 году турнир был расширен до 12 команд, а спонсорами соревнований стали компании Mastercard, McDonald’s и Coca-Cola.
Другим крупным турниром по пляжному футболу стала Евролига, первый розыгрыш которой стартовал в 1998 году.

### Признание ФИФА

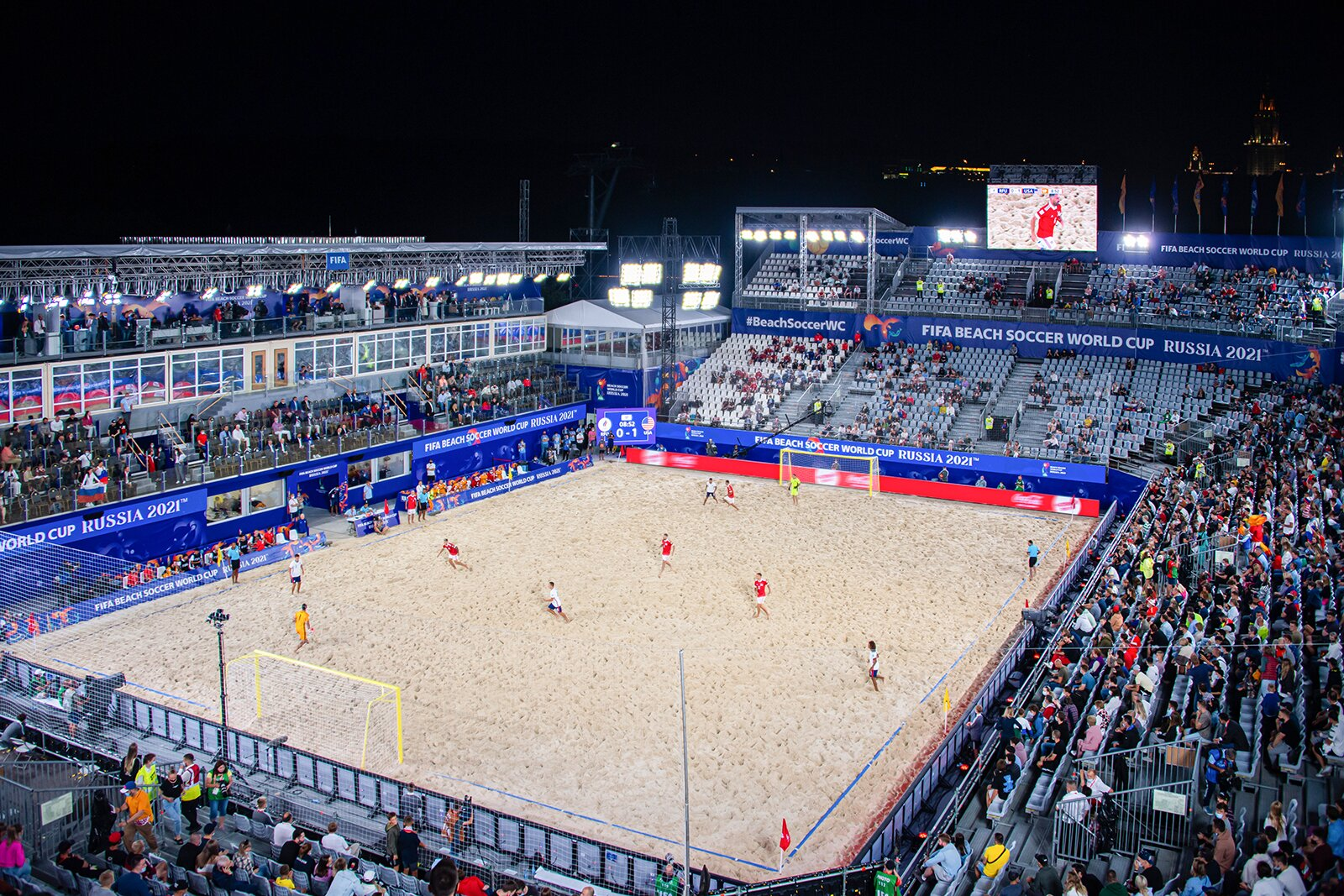
Матч чемпионата мира по пляжному футболу 2021 года в России

В 2000 году ФИФА начало сотрудничество с Всемирной организацией пляжного футбола, а спустя пять лет признала организацию и взяло проведение чемпионат мира по пляжному футболу под свою эгиду. Первый турнир ФИФА завершился сенсацией, поскольку победу в нём одержали французы, а не бразильцы, выигрывавшие 9 из 10 предыдущих мундиалей. Впоследствии Бразилия вернула себе титул чемпиона, побеждая на турнирах с 2006 по 2009 год. В 2011 году пальму первенства перехватила российская сборная, став одной из сильных команд в пляжном футболе. Кроме 2011 года россияне выигрывали турниры в 2013 и 2021 году. Мундиали в 2015 и 2019 годах выигрывала Португалия, а Бразилия смогла получить трофей 2017 года, который стал для неё 17-м в истории.
К концу 2000-х чемпионат мира приобрёл популярность, благодаря которой турнир начали проводить вне Бразилии (первые 14 турниров прошли на пляжах Рио-де-Жанейро, Сан-Паулу и Коста-ду-Сауипе). В 2008 году чемпионат мира принимала Франция, а последующие розыгрыши проходили в странах с различных континентов: ОАЭ, Италии, Таити, Португалии, Багамах, Парагвае и России.
Рост популярности пляжного футбола позволил увеличить количество команд чемпионата мира до 16 начиная с 2006 года, а с 2009 года турнир проходит раз в два года, что позволяет уделять внимание континентальным турнирам.

### Включение в олимпийскую программу
Пляжный футбол не входит в программу олимпийских игр. Неоднократно предпринимались попытки по присоединению пляжного футбола к Олимпийскому движению. В 2011 году президент ФИФА Йозеф Блаттер пытался лоббировать включение пляжного футбола в программу Олимпийских игр 2016 году в Рио-де-Жанейро. Президент Всемирной организации пляжного футбола Хуан Куско в 2013 году связывал надежду на получение заветного статуса для пляжного футбола с избранием главой Международного олимпийского комитета Томаса Баха. Тем не менее несмотря на усилия статус «олимпийского» пляжный футбол так и не получил.
Одной из главных причин отсутствия пляжного футбола в олимпийской программе является уже имеющееся количество спортсменов-олимпийцев. Олимпийской деревне, где живут атлеты во время соревнований, приходиться вмещать 5-6 тысяч участников и организаторам сложно вместить дополнительное количество спортсменов. Одним из вариантов решения этой проблемы может быть исключение какого-то вида спорта, к примеру обычного футбола, интерес к которому на олимпийском турнире не такой большой, как к другим футбольным соревнованиям.
Другой проблемой является неразвитость женского пляжного футбола, а при включении в олимпийскую программу должны быть представлены соревнования для обоих полов. К настоящему моменту не проводился даже чемпионат мира, а женских сборных существует лишь порядка двух десятков.
По словам председателя комитета пляжного футбола РФС Сергея Анохина для включения в олимпийскую программу, пляжный футбол должен быть представлен минимум в 75 странах.

## Правила

### Площадка

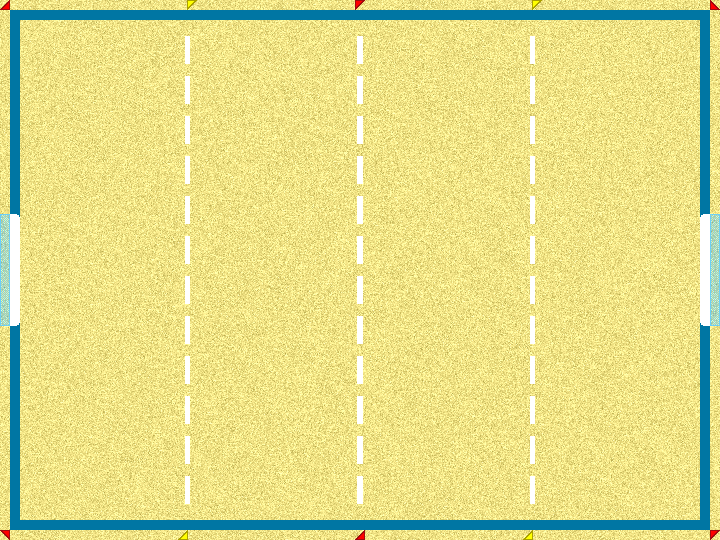
Площадка для игры в пляжный футбол

Игра должна проходить исключительно на песчаном покрытии, глубина которого должна составлять не менее 40 сантиметров. Поле должно быть размером 35-37 метров в длину и 26-28 метров в ширину. Игровая зона размечается 10-сантиметровой линией. Сама площадка состоит из двух равных зон для каждой команды. Высота ворот должна составлять 2,2 метра при ширине 5,5 метра.

### Игроки
В игре участвуют две команды по пять человек: одного вратаря и четырёх полевых игроков. У команд есть не более семи запасных игроков. Ограничений по числу замен нет: их можно осуществлять в любое время без ожидания остановки игры. Для проведения замен каждая команда имеет специально выделенную зону. Наличие таких зон делают замены важным элементом тактики в пляжном футболе.

### Продолжительность матча
Матч состоит из трёх периодов по 12 минут между которыми есть трёхминутные тайм-ауты. Отчёт игрового времени останавливается после забитого гола, назначения пенальти, пробития штрафного удара или травмы игрока.
Ничейный результат после основного времени не допускается. Если счёт остается равным, предусмотрен дополнительный трехминутный период. Если и после этого нет победителя, судьба встречи выясняется в серии пенальти. Каждая команда имеет три попытки. Если после этого счёт равен, то пенальти продолжаются до так называемого «золотого гола».

### Дисциплина

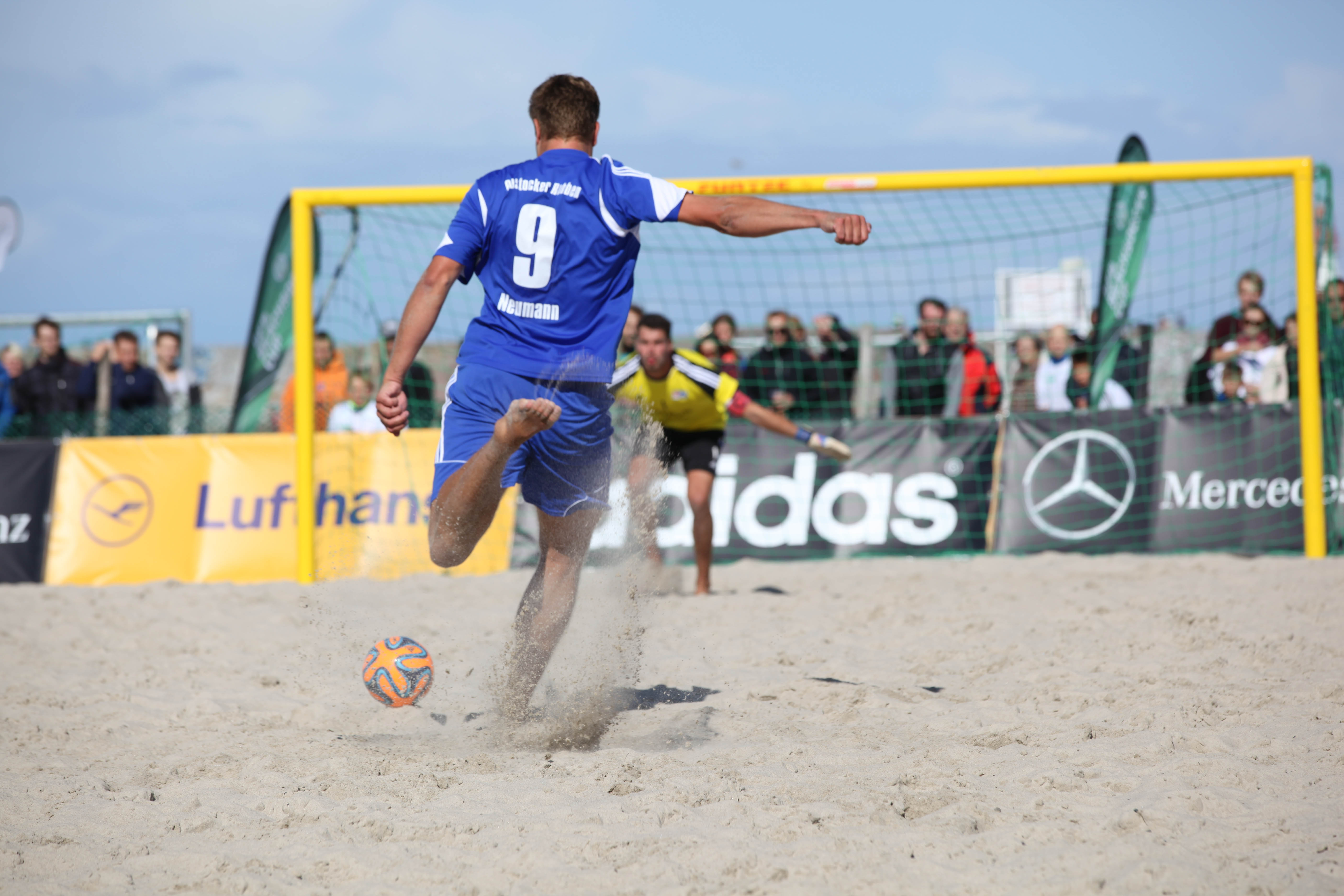
Исполнение пенальти

Контролируют исполнение правил двое судей на поле. Рядом с полем должен находится третий судья и судья-хронометрист. Если игрок получает красную карточку или две жёлтых, он вынужден покинуть поле, но по прошествии двух минут на его место может войти игрок запаса.
Штрафной удар обязан выполнить игрок, на котором было совершено нарушение (не считая случаев, когда игрок получил травму). После свистка судьи у игрока есть четыре секунды на ввод мяча в игру.
В момент исполнения штрафного удара все игроки должны оставаться за линией мяча до выполнения удара. В случае нарушения на половине поля противника, игроки должны находиться на расстоянии не менее пяти метров от мяча и не могут стоять на линии удара до момента выполнения удара. Как и в мини-футболе забивать гол со штрафного прямым ударом запрещено.
После аута мяч в игру можно вводить как руками так и ногами.
Выйдя за пределы зоны с мячом голкипер не может в неё возвращаться и забирать мяч в руки.
Запрещено мешать игроку, выполняющему удар «ножницы» или удар через себя.

## Особенности

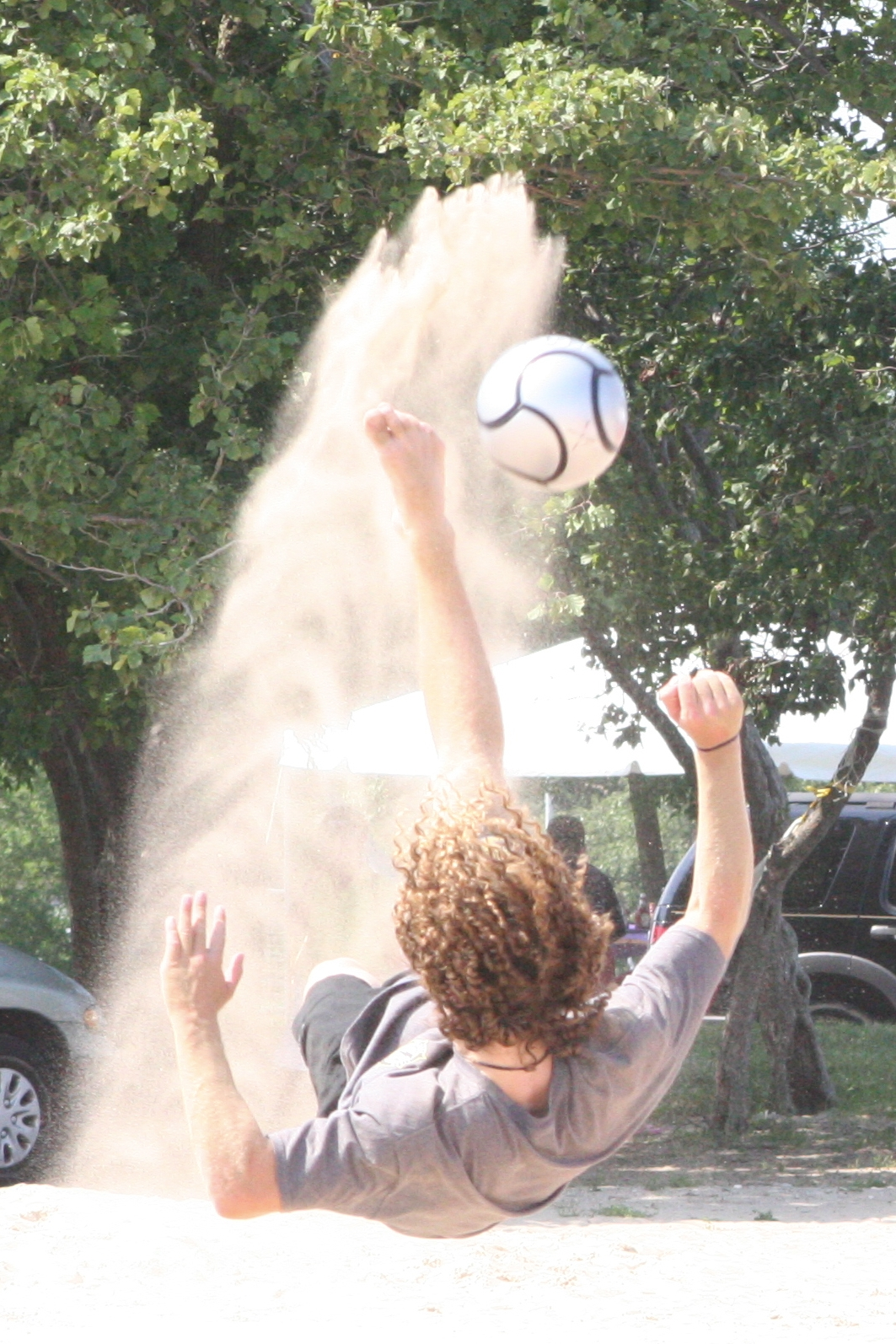
Удар через себя очень распространён в пляжном футболе

Пляжный футбол несмотря на своё сходство с обычным футболом имеет ряд существенных отличий. В первую очередь она заключается в динамике игры и поведении мяча на песке. На песке мяч может сделать случайный отскок в незапланированном направлении, что приводит к тому, что футболисты стараются забить гол при меньшем количестве пасов. Игра выглядит более зрелищной с обилием голов и финтов в исполнении футболистов. В пляжном футболе забивается больше голов, чем в обычном. Удар через себя в падении (бисиклета) исполняется гораздо чаще на песке, чем в футболе на траве, что является обыденностью для матчей по пляжному футболу.
Благодаря отсутствию лимита на замены в пляжном футбол замены играют важную тактическую роль. Тренер может заменить сразу всех полевых игроков, примерно так, как это происходит в хоккее с системой звеньев.

## Травмоопасность
Поскольку в пляжный футбол играют босиком без обуви самой распространённой травмой является ушибы пальцев на ноге. Зачастую соревнования проводятся на обычных пляжах, где отдыхают туристы, и в случае если площадка недостаточно подготовлена в песке могут быть камни или мусор, что может нести травматический риск для футболистов.
Кроме того, во время игры песок может попадать в глаза. Зачастую это не несёт каких-то долгосрочных последствий и обычно песок убирается при промывании глаз.

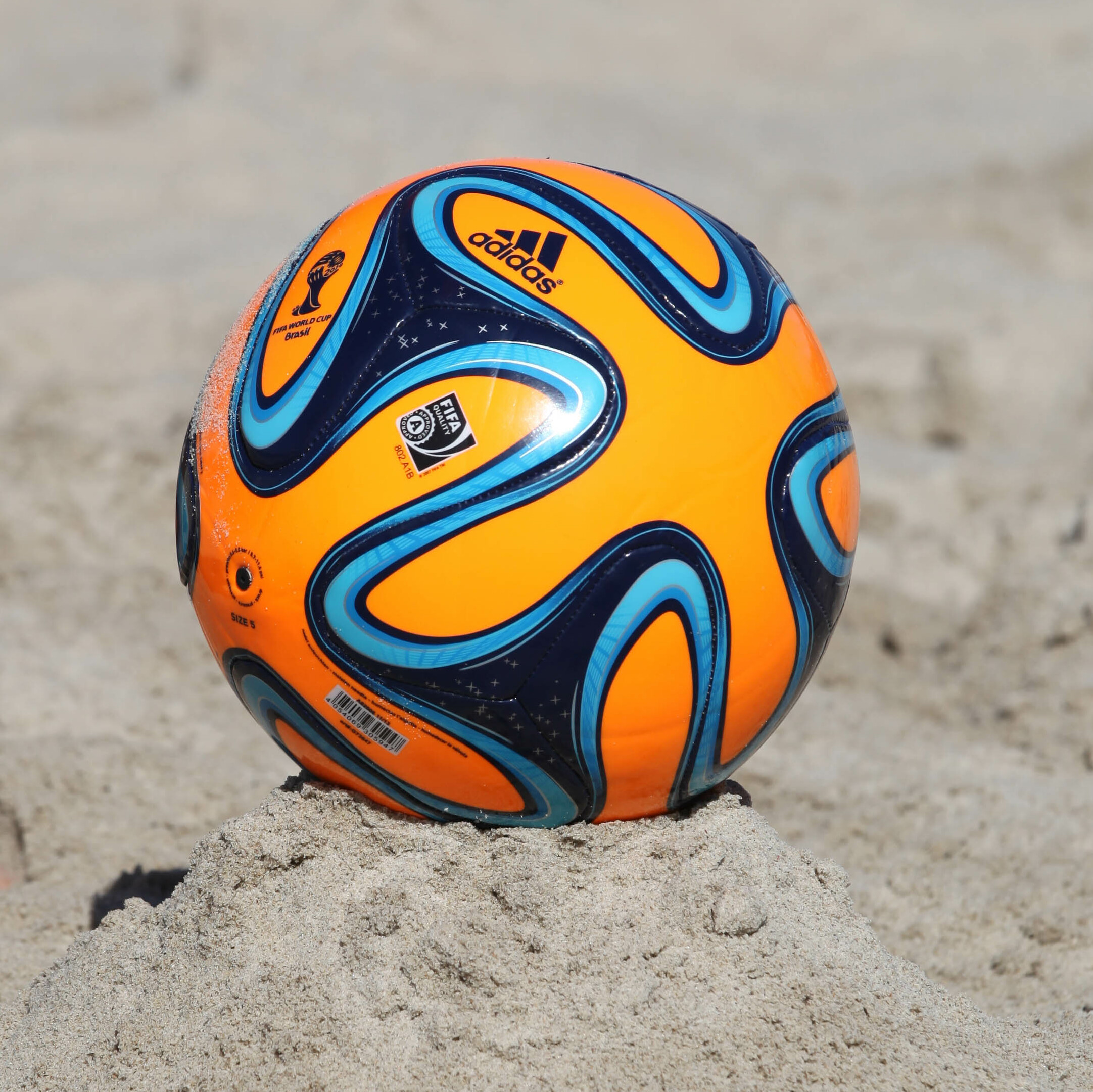
Мяч

Для избежания травм используется мяч более лёгкого веса чем в обычном футболе, не приносящий болезненных ощущений при соприкосновении с ногой. Вес мяча должен составлять 400 до 440 грамм и быть накачан до давления от 0,375 до 0,8 бар.

## Турниры

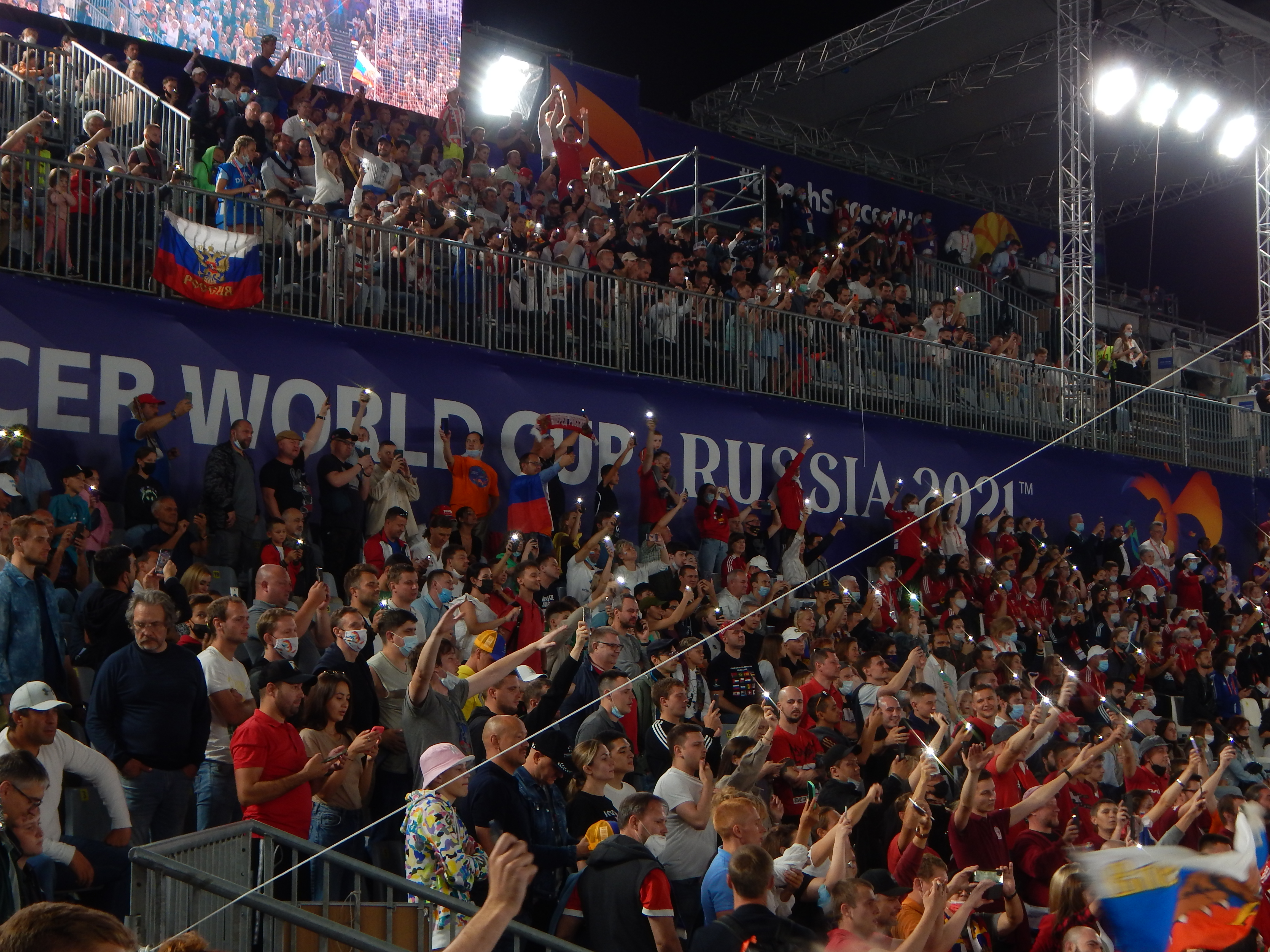
Зрители на матче чемпионата мира 2021 года

Список всех международных турниров, про которые есть статьи в Википедии, можно посмотреть здесь. Ниже приведены основные соревнования по пляжному футболу:

### Международные
- Чемпионат мира
- Межконтинентальный кубок
- Мундиалито и Клубный Мундиалито

### Мультиспортивные соревнования
- Всемирные пляжные игры[исп.]
- Пляжные Азиатские игры
- Африканские пляжные игры
- Боливарианские пляжные игры
- Европейские игры
- Пляжные Средиземноморские игры[итал.]
- Южноамериканские пляжные игры

### Конфедерации
АФК (Азия)
- Кубок Азии

КАФ (Африка):
- Кубок африканских наций

КОНКАКАФ (Северная Америка)
- Чемпионат КОНКАКАФ

КОНМЕБОЛ (Южная Америка)
- Квалификация чемпионата мира (КОНМЕБОЛ)
- Кубок Америки
- Кубок Либертадорес
- Южноамериканская лига

ОФК (Океания)
- Кубок наций ОФК

УЕФА (Европа)
- Кубок Европы
- Евролига
- Квалификация чемпионата мира (УЕФА)
- Кубок европейских чемпионов

## Лучшие игроки

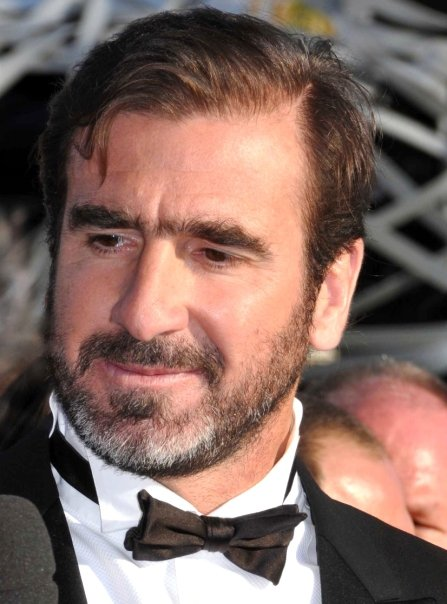
Эрик Кантона известен игрой в обычный и пляжный футбол

Для определения лучших игроков пляжного футбола Всемирная организация пляжного футбола учредила ежегодную награду «Звёзды пляжного футбола». В 2022 году лучшим игроком планеты был выбран португалец Бе Мартинс.
Кроме того, Всемирная организация пляжного футбола создала список «Легенд пляжного футбола», куда ежегодно добавляет персоналий в трёх различных категориях: послы, мастера и легенды. В 2023 году в этот список входили:
- Послы: Аарон Кларк (Англия), Адриэль (Бразилия), Али Холл (США), Амир Акбари (Иран), Андраде (Португалия), Андреа Мирон (Испания), Барбара Холодетти (Бразилия), Бе Мартинс (Португалия), Бруно Шавьер (Бразилия), Кэрол Глез (Испания), Диого Катарино (Бразилия), Чики Ардиль (Испания), Элиотт Монод (Швейцария), Фатима Перес (Сальвадор), Филипе Силва (Бразилия), Джордан Сантос (Португалия), Мао (Бразилия), Мохаммад Моради (Иран), Молли Кларк (Англия), Ник Перера (США), Ноэль Отт (Швейцария), Озу (Япония), Пейман Хоссейни (Иран), Рауль (Сенегал), Родриго (Бразилия), Сейни (Сенегал), Йоша Метцлер и Марсель Новак (Германия), Валид (ОАЭ), Йоао Ролон (Парагвай).
- Мастера: Александр Соарес (Бразилия), Анжело Ширинци (Швейцария), Даниэль Зидан (Бразилия), Гуга Злоккович (Бразилия), Лео Брага (Бразилия), Льоренс Гомес (Испания), Марсело Мендес (Бразилия), Михаил Лихачёв (Россия), Нико Альварадо (Испания), Рамиро Амарелле (Испания).
- Легенды: Жуниор (Бразилия), Маджер (Португалия).

В 2019 году журнал France Football составил список «10 легенд пляжного футбола», куда вошли:
1. Маджер (Португалия);
2. Ненем (Бразилия);
3. Рамиро Амарелле (Испания);
4. Эрик Кантона (Франция);
5. Жуниор (Бразилия);
6. Деян Станкович (Швейцария);
7. Хейману Тайаруи (Таити)
8. Алессандро Альтобелли (Италия);
9. Пейман Хоссейни (Иран);
10. Илья Леонов (Россия).

Успехов в пляжном футболе добивались игроки из большого футбола. В первую очередь ФИФА выделяет в этом ряду Эрика Кантону, Франко Каузио, Клаудио Джентиле, Жуниора, Зико, Мэттью Ле Тиссье, Ромарио, Хулио Салинаса, близнецов Вилли и Рене Ван де Керкхоф.

## Судьи
По состоянию на 2022 год арбитрами категории ФИФА признавалось 195 судей из 77 стран. Из этого числа лишь 8 были женщинами. На чемпионате мира по пляжному футболу получают право судить 24 судьи из всех 6 конфедераций ФИФА.

## Женский пляжный футбол

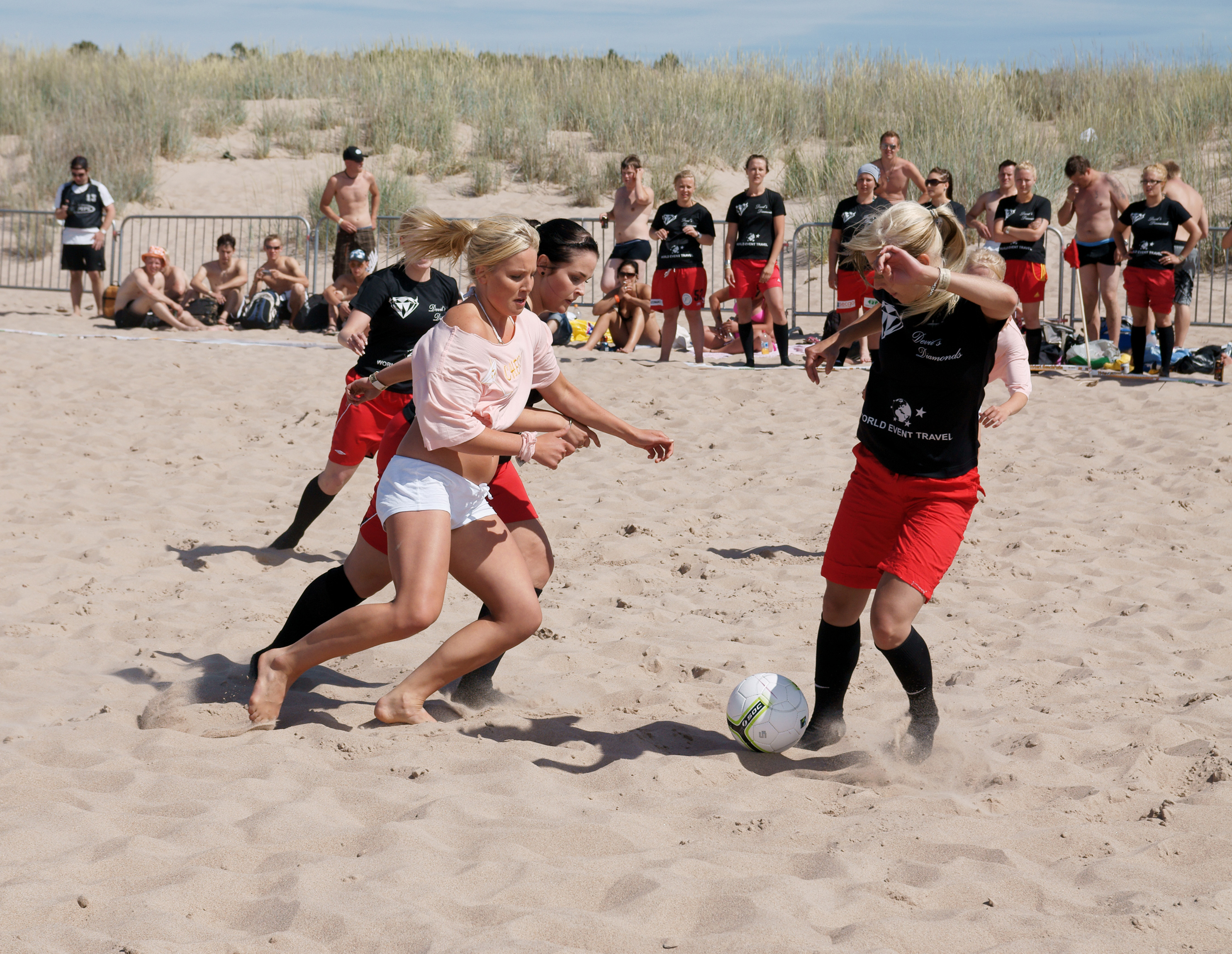
Матч по пляжному футболу среди женских команд в Финляндии

Женский пляжный футбол значительно уступает в популярности мужскому. В рейтинге Всемирной организации пляжного футбола по состоянию на 2023 год участвует всего 21 сборная. Ни разу в истории не проводился женский чемпионат мира по пляжному футболу. Тем не менее с середины 2010-х годов среди женщин разыгрывается Кубок Европы и Кубок европейских чемпионов. В 2021 году впервые была проведена Евролига и Межконтинентальный кубок.

## Экономический аспект
Пляжный футбол менее доходный чем обычный футбол. Средняя зарплата игрока российской сборной, одного из лидеров пляжного футбола в мире, составляет около 100 тысяч рублей в месяц. Бюджеты лучших российских клубов по пляжному футболу сопоставимы с аутсайдерами из второго по силе дивизиона России по футболу. Бюджеты остальных команд чемпионата России равны бюджету команды из первенства России среди любительских футбольных клубов. За победу в российском чемпионате премиальные для игроков могут составлять до 300 тысяч рублей. Победа на Межконтинентальном кубке в 2021 году принесла каждому игроку российской сборной по 250 тысяч рублей призовых.
Проведение чемпионата Украины 2008 года дало организаторам доход в размере 1,7 миллионов долларов при затратах в 2,2 миллиона долларов.
На строительство главной арены по пляжному футболу Молдавии в Кишинёве вместимостью 500 человек было потрачено более 1 миллиона евро.